# SPES Livorno
SPES was een Italiaanse voetbalclub uit Livorno.

## Geschiedenis
De club werd opgericht in 1906. In 1912/13 nam de club deel aan het Italiaans kampioenschap. Voorheen was dit enkel toegankelijk voor Noord-Italiaanse clubs, maar nu kwam er ook een afdeling voor Centraal- en Zuid-Italiaanse clubs. In een groep van vier werd SPES tweede achter stadsrivaal Virtus Juventusque.
Het volgende seizoen verdubbelde het aantal deelnemers en SPES werd groepswinnaar en plaatste zich zo voor de volgende ronde, waar het in twee wedstrijden verloor van Lazio Roma. Het seizoen daarna werd de club vijfde op zeven teams. In 1915 fusioneerde de club met Virtus Juventusque en werd zo US Livorno, het latere AS Livorno Calcio.